# Industriedichte
Die Industriedichte eines Gebietes (z. B. Gemeinde, Landkreis oder Staat) wird errechnet aus der Anzahl der Beschäftigten in Industriebetrieben je 1.000 Einwohner.
Im Gegensatz etwa zur Bevölkerungsdichte ist die Industriedichte nicht flächenbezogen, sondern einwohnerbezogen.

## Beispiele
Bayerns Industriedichte hat zwischen den Jahren 2000 und 2009 von 99 auf 91 abgenommen.
Auch die einzelnen Regionen und Regierungsbezirke hatten abnehmende Industriedichtewerte. Trotzdem hat Oberfranken immer noch die zweithöchste Industriedichte Europas.